# Тодор Панчалиев
Тодор Иванов Панчалиев е български военен и революционер, деец на Вътрешната македоно-одринска революционна организация, участник в Балканските и Първата световна война.

## Биография
Роден е в 1880 година в малкотърновското село Паспалово, тогава в Османската империя, в семейството на Иван и Дона Панчалиеви. Става строител-чирак и на 18 години работи като такъв в Лозенград. Взима участие в националноосвободителните борби на българите и става деец на ВМОРО. Участва в Илинденско-Преображенското въстание като четник на Георги Кондолов, като е ранен в сражения по време на въстанието.
След погрома му се изселва в Свободна България и се установява в село Индже кьой и село Паша кьой (днес Владислав Варненчик, квартал на Варна), Варненско. Работи като строител и има бригада, с която строи бирената фабрика във Варна, Темелковия хан и битови сгради в добруджанските села. В 1905 година в Паша кьой се жени за Дойка Проданова Плачкова от Коево, с която има три деца.
Взима участие в Балканската и Междусъюзническата война, когато участва в боеве край Люлебургаз и Чаталджа и е удостоен с два кръста за храброст и повишен в чин подофицер. На 1 септември 1916 година е мобилизиран по време на Първата световна война. Служи като картечар във Втора картечарска рота, Осми приморски полк, към Четвърта пехотна преславска дивизия от състава на Трета българска армия. Ранен е тежко на бойното поле на 27 декември 1916 година в боевете за Северна Добруджа в сражение с руски части от Десета сибирска стрелкова дивизия край тулчанското село Циганка, докато се опитва да спаси свой ранен другар. Умира от раните си в полевата болница. Погребан е в общ гроб в църквата в селото „Успение Богородично“. Името на Панчалиев е изписано на паметника на Осми приморски полк във Варна.
- Панчалиев (пети) на Чаталджанската позиция при село Куруфали през Балканската война
- Панчалиев (трети с Х отгоре), Фото Епаминиди Ксантопулос, Варна, около 1905 г.
- Тодор, жена му Дойка и дъщеря им Дафина, 1912 г.